# Dociostaurus diamesus
Dociostaurus diamesus är en insektsart som först beskrevs av Bei-bienko 1948.  Dociostaurus diamesus ingår i släktet Dociostaurus och familjen gräshoppor. Inga underarter finns listade i Catalogue of Life.